# Samuel Marinus Zwemer
Samuel Marinus Zwemer, né le 12 avril 1867 à Vriesland, Michigan et mort le 2 avril 1952 à New York, est un missionnaire, explorateur et érudit américain.

## Biographie
Il obtient en 1887 un AB du Hope College à Holland (Michigan), et en 1890, une maîtrise du New Brunswick Theological Seminary (en) à Nouveau-Brunswick (New Jersey). Ses autres diplômes incluent un DD du Hope College en 1904, un LLD du Muskingum College, en 1918, et un DD du Rutgers College en 1919.
En 1889, il co-fonde avec James Cantine (en) l'American Arabian Mission.
Après avoir été ordonné au ministère de l'Église réformée de Pella (Iowa) en 1890, il est missionnaire à Bassorah, Bahreïn, et à d'autres endroits en Arabie de 1891 à 1905. An 1900-1901, il explore la partie de l'Oman qui s'étend vers le nord jusqu'à l'entrée du golfe Persique. Membre de la Mission arabe (1890–1913), il est le fondateur de l'American Mission Hospital (en) à Bahreïn.
Zwemer sert en Égypte de 1913 à 1929. Il voyage également beaucoup en Asie Mineure et est élu membre de la Royal Geographical Society de Londres.
Le 1er octobre 1930, il est nommé au Princeton Theological Seminary comme professeur d'histoire de la religion et des missions chrétiennes, où il enseigne jusqu'en 1937. Il épouse Amy Elizabeth Wilkes le 18 mai 1896. 
Fondateur et éditeur du The Muslim World (37 volumes de 1911 à 1947), il joue un rôle important dans la mobilisation de nombreux chrétiens, en particulier des médecins, des infirmières, des prédicateurs et des enseignants, pour qu'ils se lancent dans le travail missionnaire dans les pays islamiques.
Il prend sa retraite à l'âge de soixante-dix ans, mais continue à écrire et à publier des livres et des articles ainsi qu'à faire beaucoup de prise de parole en public. Il meurt à New York à l'âge de quatre-vingt-quatre ans.

## Publications
- Arabia, the Cradle of Islam (1900)[4]
- Topsy Turvy Land (1902), avec sa femme, Amy E. Zwemer[5]
- Raymond Lull (1902)[6]
- Three Journeys in Northern Oman (1902), The Geographical Journal, vol. XIX, no 1
- Moslem Doctrine of God (1906)
- The Mohammedan World of Today (1906)
- Islam: a challenge to faith: studies on the Mohammedan religion and the needs and opportunities of the Mohammedan world[7] (1907)
- Our Moslem sisters: a cry of need from lands of darkness interpreted by those who heard it[8], (1907), édité avec Annie van Sommer[9]
- The Moslem World (1908)[10]
- The Nearer and Farther East: Outline studies of Moslem lands, and of Siam, Burma, and Korea[11] (1908), avec Arthur Judson Brown[12]
- The Unoccupied Mission Fields (1910)
- Islam and missions: being papers read at the second Missionary conference on behalf of the Mohammedan world at Lucknow, January 23–28, 1911[13] (1911)
- The Moslem Christ[14] (1911)
- The Unoccupied Mission Fields of Africa and Asia (1911)[15]
- Daylight In The Harem: A New Era For Moslem Women[16] (1911)
- Zigzag Journeys in the Camel Country (1912)[17]
- Childhood in the Moslem World[18] (1915)[19]
- Mohammed or Christ? An account of the rapid spread of Islam in all parts of the globe, the methods employed to obtain proselytes, its immense press, its strongholds, & suggested means to be adopted to counteract the evil (1916)[20]
- The Disintegration of Islam (1916)[21]
- A Moslem Seeker after God: Showing Islam at its best in the life and teaching of al-Ghazali, mystic and theologian of the eleventh century (1920)[22]
- The Influence of Animism on Islam : An Account of Popular Superstitions (1920)[23]
- Christianity the Final Religion, Eerdmans-Sevensma Co., Grand Rapids, MI, (1920)
- The Moslem World, Volume 4[24] (1914)
- The Moslem World, Volume 8[25] (1918)
- The Moslem World, Volume 9[26] (1919)
- The Moslem World, Volume 10[27] (1919)
- The Moslem World, Volume 11[28] (1919)
- The Moslem World, Volume 12[29] (1919)[30]
- The Law of Apostasy in Islam[31] (1924)
- Moslem Women (1926), avec Amy E. Zwemer
- The Glory of the Cross[32] (1928)
- Across the world of Islam[33] (1929)
- The exalted name of Christ (1932), traduit de l'arabe par Oskar Hermansson et Gustaf Ahlbert, assistés de Abdu Vali Akhond
- Thinking Missions with Christ (1934)
- Taking hold of God : studies on the nature, need and power of prayer (1936)[34]
- It's Hard To Be A Christian: Some Aspects of the Fight for Character in the Life of the Pilgrim (1937)
- The Solitary Throne, addresses Given at the Keswick Convention on the Glory and Uniqueness of the Christian Message[35] (1937)
- The Golden Milestone : Reminiscences of Pioneer Days Fifty Years in Arabia (1938), avec James Cantine[36]
- Dynamic Christianity and the World Today (1939)
- Studies in Popular Islam: A Collection of papers dealing with the Superstitions & Beliefs of the Common People (1939)
- The Glory of the Manger: Studies on the Incarnation[37] (1940)
- The Art of Listening to God (1940)
- The Cross Above the Crescent (1941)
- Islam in Madagascar (1941)
- Into All the World (1943)
- Evangelism Today: Message Not Method (1944)
- The Origin of Religion: Evolution or Revelation  (1945)
- Heirs of the Prophets (1946)
- A factual survey of the Moslem world with maps and statistical tables (1946)
- The Glory of the Empty Tomb[38] (1947)
- How Rich the Harvest (1948)
- Sons of Adam: Studies of Old Testament characters in New Testament light (1951)
- Social And Moral Evils Of Islam (2002)